# Абрамский, Иехезкель
Абрамский Иехезкель (1886, Дашковичи Гродненской губернии — 19 сентября 1976, Иерусалим) — раввин, талмудист, комментатор Тосефты. Лауреат Государственной премии Израиля.

## Биография
Родился в небольшом селении Дашковичи Гродненской губернии в семье местного лесопромышленника Мордехая Залмана Абрамского и его жены Фрейды Голдин. Учился в иешивах Тельшяй, Мира, Новогрудка, Слободки и Бриска. В 1912—1914 раввин в местечке Смоляны, в 1914—1923 — в местечке Смолевичи, в 1923—1930 — в Слуцке. В 1928 совместно с Ш. И. Зевиным издавал раввинистический журнал «Ягдил Тойрэ», единственное издание такого рода в СССР. В 1930 осуждён на 10 лет за «контрреволюционную деятельность».

В 1931 освобождён, уехал в Англию. В 1934 был назначен даяном Лондонском религиозном суде, эту должность он занимал до выхода на пенсию в 1951. После ухода на пенсию поселился в Иерусалиме. Президент Объединения иешив. Член Совета знатоков Торы — высшего органа партии Агудат Исраэль.

В 1956 был удостоен Государственной премии Израиля в области раввинистической литературы за исследовательскую работу в области галахи.